# 奧爾良-布拉干薩的伊莎貝爾
奧爾良-布拉干薩的伊莎貝爾（法語：Isabelle d'Orléans-Bragance，1911年8月13日—2003年7月5日），巴黎伯爵夫人，巴西女皇儲伊莎貝爾的孫女。

## 家庭
1931年，伊莎貝爾和奧爾良的亨利結婚，兩人共有5子6女：
1. 伊莎貝爾（法语：Isabelle d'Orléans (1932)）（1932年出生）
2. 亨利（1933年—2019年）
3. 海倫（1934年出生）
4. 法蘭索瓦（法语：François d'Orléans (1935-1960)）（1935年—1960年）
5. 安妮（英语：Princess Anne, Duchess of Calabria）（1938年出生）
6. 黛安（英语：Diane, Duchess of Württemberg）（1940年出生）
7. 米歇爾（法语：Michel d'Orléans）（1941年出生）
8. 雅各（法语：Jacques d'Orléans）（1941年出生）
9. 克洛德（英语：Princess Claude of Orléans）（1943年出生）
10. 香朵（法语：Chantal d'Orléans）（1946年出生）
11. 蒂博（法语：Thibaut d'Orléans）（1948年—1983年）